# أندرو بيك (لاعب كرة قدم أمريكية)
أندرو بيك (بالإنجليزية: Andrew Beck) هو لاعب كرة قدم أمريكية أمريكي، ولد في 1996.

## وصلات خارجية
- أندرو بيك على موقع مرجع كرة القدم المحترفة.كوم (الإنجليزية)